# Aiguamolls de Rugezi
Els aiguamolls de Rugezi Marsh (també aiguamolls de Ruhengeri) són una àrea protegida de Ruanda, que cobreix 6.735 hectàrees.
La zona humida és un dels aiguaneix del Nil, situada a la Província del Nord, dins de les terres altes de Buberuka. Situats a 2.100 metres, els aiguamolls tenen torba a una altitud elevada. Rugezi es va desenvolupar a partir d'una acumulació de materials orgànics dins d'una depressió d'aigua de roques de quarsita. En el seu estat natural, Rugezi ha estat jugant un important paper ecològic, hidrològic, socioeconòmic, històric i recreatiu a Ruanda. També és una de les Àrees importants per a la conservació de les aus (IBA) reconeguda per BirdLife International en 2001, i es diu que és l'hàbitat de 43 espècies d'ocells dins i als voltants del pantà; l'àrea IBA és identificada com 8.500 hectàrees. Les espècies específiques de Bradypterus graueri i Bradypterus carpalis vivint plegades s'informen a "inusuals" per BirdLife International.

## Geografia
Els aiguamolls de Rugezi són una vall d'altitud creada a causa de l'elevació de les muntanyes de Buberuka. La seva frontera s'estén entre la latitud meridional 1°21'30 i 1°36'11 i longituds orientals 29°49'59 i 29°59'50. Els turons en la terra pantanosa són causats per l'erosió i es troben formats de forma rodona. La seva formació geològica està formada per roques metamòrfiques. Les crestes que envolten el pantà inundat són de formacions de quarsita. En el seu estat natural, els aiguamolls de Rugezi van formar una matèria densa sobre la formació de torba flotant a les seves aigües més profundes. La precipitació mitjana anual de l'aiguamoll és de 1200 mm.

## Hidrologia
Els aiguamolls funcionen com una conca reguladora per moderar els fluxos d'entrada i sortida i es dona l'epítet de "ronyons terrestres". El pantà regula, reté i filtra els recursos hídrics que flueixen als llacs de Burera (fronterer d'Uganda) i Ruhondo. Les qüestions mediambientals relacionades amb els aiguamolls de Rugezi inclouen la recuperació i el drenatge agrícola d'ELECTROGAZ (Agència de Subministrament d'Electricitat, Aigua i Gas). Tanmateix la seva eficàcia com a equilibri de l'aigua dels recursos ha estat tacada en els últims anys a causa d'una alta pressió antropogènica i també a causa del desenvolupament específic projecte de recuperació agrícola i drenatge de l'aiguamoll.

## Flora

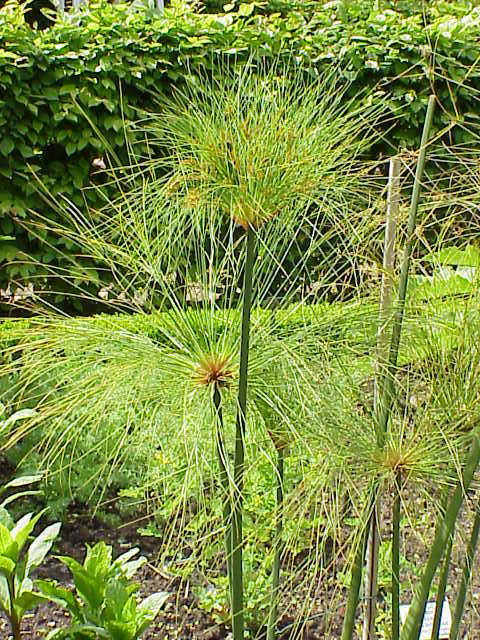
Cyperus papyrus

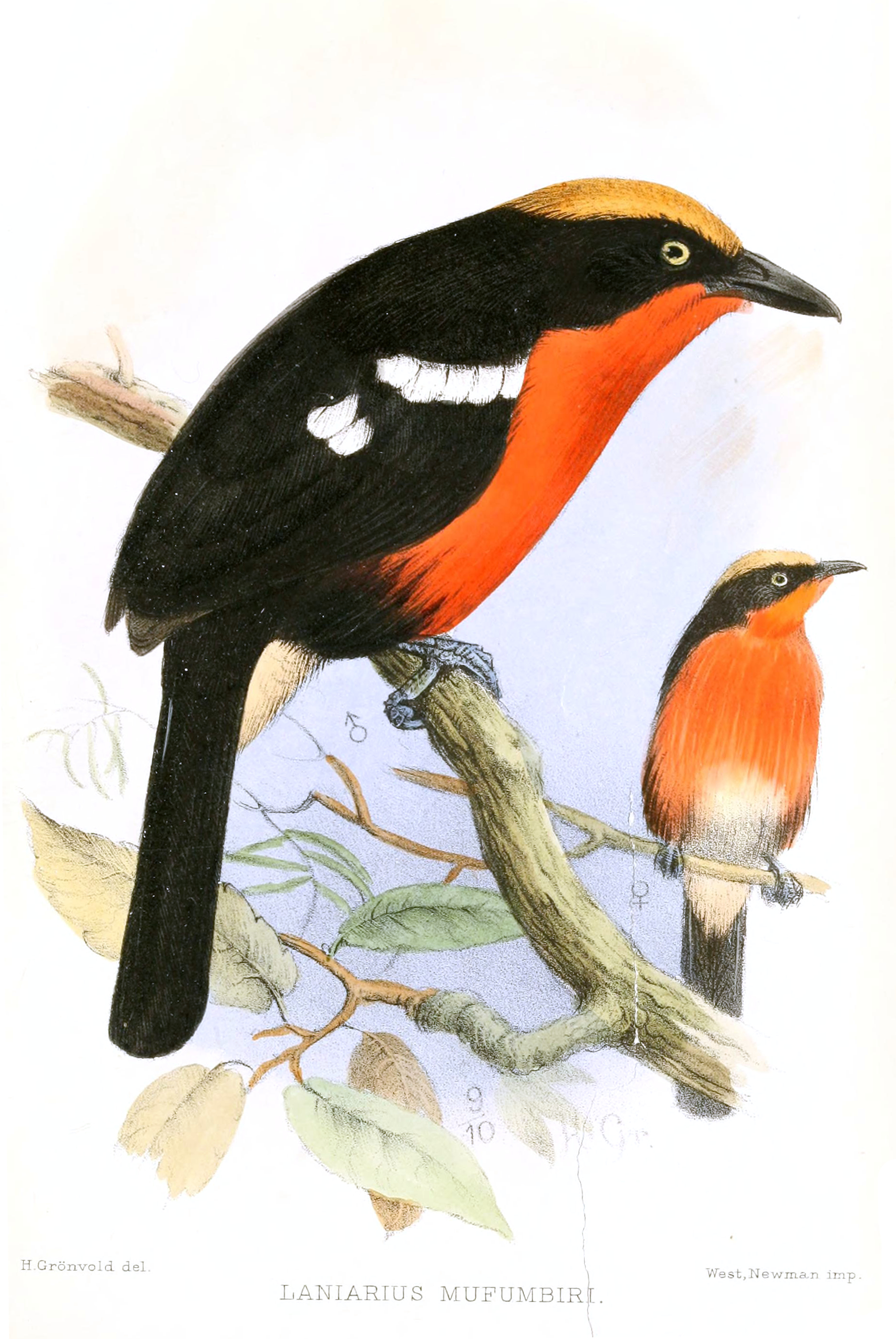
Laniarius mufumbiri

Les espècies florals informades des del pantà són Miscanthidium violaceum, Cyperus latifolius i papyrus C. papyrus detectades prop de la sortida del llac.

## Avifauna
De les 43 espècies d'ocells (totes són aus residents) a l'aiguamoll i el seu bioma de les Terres Altes Afrotropicals, les espècies amenaçades globalment sota categories definides són les següents.
- Bradypterus graueri (EN)
- Laniarius mufumbiri (NT)
- Calamonastides gracilirostris (VU)
- Balearica regulorum (EN)

A part d'això, algunes de les espècies de risc mínim són les següents.
- Cisticola carruthersi
- Bradypterus carpalis
- Onychognathus tenuirostris
- Ploceus baglafecht
- Nesocharis ansorgei
- Crithagra frontalis
- Crithagra koliensis
- Crithagra burtoni